# Georg Jäger (Germanist)
Georg Jäger (* 1940) ist ein deutscher Germanist und Professor emeritus der Ludwig-Maximilians-Universität München. Er gründete dort die Studiengänge zur Buchwissenschaft.

## Leben und Wirken
Jägers Fachgebiet ist die Neuere Deutsche Literatur. Er wurde 1969 in München promoviert –, seine literaturhistorische Dissertation über den Roman in der Epoche der Empfindsamkeit trug den Titel Empfindsamkeit und Roman: Wortgeschichte und Kritik im 18. und frühen 19. Jahrhundert. Die Habilitation erfolgte 1981 ebenfalls in München.
Zu Jägers Forschungsgebieten gehörten bzw. gehören die Buchwissenschaft, Semiotik, Medienwissenschaft, Medientheorie, Mediengeschichte, Buchhandelsgeschichte und Systemtheoretische Literaturwissenschaft.

## Wissenschaftliche Herausgebertätigkeit (Auswahl)
- Internationales Archiv für Sozialgeschichte der deutschen Literatur (bis Bd. 27, 2002)[2]
- Studien und Texte zur Sozialgeschichte der Literatur (bis Bd. 100, 2004)[2]
- Münchener Studien zur literarischen Kultur in Deutschland[2]
- Literatur und Archiv[2]
- IASLonline[3]
- Goethezeit-Portal der LMU[4]
- Geschichte des deutschen Buchhandels im 19. und 20. Jahrhundert. Band 1: Das Kaiserreich 1871–1918. 3 Teile. 2001, 2003, 2010. (Digitalisat Teil 3)

## Schriften (Auswahl)
- Empfindsamkeit und Roman. Wortgeschichte, Theorie und Kritik im 18. und frühen 19. Jahrhundert (= Studien zur Poetik und Geschichte der Literatur. Band 11). Kohlhammer, Stuttgart, Berlin, Köln, Mainz 1969, urn:nbn:de:bvb:19-epub-6352-6 (zugleich Dissertation München, 10. Dezember 1969).
- Der Deutschunterricht auf dem Gymnasium der Goethezeit (= Texte zum literarischen Leben um 1850. Band 2). Gerstenberg, Hildesheim 1977, ISBN 978-3-8067-0589-8, urn:nbn:de:bvb:19-epub-6353-1.
- Schule und literarische Kultur. Metzler, Stuttgart 1981, ISBN 3-476-00478-3, urn:nbn:de:bvb:19-epub-6355-2 (zugleich Habilitationsschrift München 1980).
- Die Leiden des alten und neuen Werther (= Literatur-Kommentare. Band 21). Hanser, München 1984, ISBN 978-3-446-13945-9, urn:nbn:de:bvb:19-epub-6356-8.
- Buchhandel und Wissenschaft (= LUMIS-Schriften. Band 26). Universität-Gesamthochschule Siegen, Siegen 1990, urn:nbn:de:bvb:19-epub-6357-3.